# Fox & Friends
Fox & Friends è un programma televisivo di notizie trasmesso sul canale televisivo americano Fox News Channel. Di taglio conservatore come l'intera rete televisiva, il programma va in onda dalle 6:00 alle 9:00 Eastern Time,  ed è  condotto da Steve Doocy, Ainsley Earhardt e Brian Kilmeade.

## Storia
Fox & Friends si è evoluto da Fox X-press, il programma di notizie mattutine  di Fox News Channel. Dopo gli attacchi terroristici dell'11 settembre 2001, ne è stata0 aumentata la durata con l'aggiunta , all'inizio dello show, nei giorni feriali, di un segmento della durata di un'ora, chiamato Fox & Friends First. Sospeso nel 2008, Fox & Friends First è stato reintrodotto il 5 marzo 2012, ma come show separato in onda un'ora prima del programma principale.
Il 31 gennaio 2020, in occasione del Super Bowl LIV, il programma è andato in onda dal vivo a Miami, Florida.

## Formato
Fox & Friends presenta un mix di notizie, intrattenimento e segmenti sullo stile di vita. Tuttavia, i suoi contenuti di notizie si concentrano in gran parte sulla politica, presentata dal punto di vista conservatore statunitense che è comune al canale Fox News.

## Giudizi
Il New York Times lo definisce come uno degli show più riusciti sulla rete. Nel febbraio 2017, le valutazioni medie di ascolto del programma sono aumentate a circa 1,7 milioni di telespettatori, con un aumento alimentato dalla inaugurazione del primo mandato presidenziale del repubblicano Donald Trump.

## Segmenti ricorrenti
- 'All American Summer Concert Series' è una serie di concerti di musica dal vivo in Fox Square, New York, ogni venerdì dal Memorial Day fino al Labor Day con band e artisti americani.
- News By The Numbers è un segmento in onda alle 7:30 Eastern Time in cui uno dei conduttori presenta tre numeri correlati ad altrettante notizie.
- Cooking with Friends
- Breakfast with Friends
- Buy or sell

## Posizione politica
Nel 2012, il New York Times ha scritto che Fox & Friends  è diventata una piattaforma potente per sferrare attacchi contro il presidente Barack Obama. Donald Trump è uno spettatore regolare di Fox & Friends, e ha apertamente elogiato il programma perché fornisce una copertura favorevole della sua agenda politica. Spesso Trump commenta su Twitter le storie presentate su Fox & Friends appena vanno in onda ed è stato ospite frequente del programma prima della sua presidenza. Nel 2018, Fox News ha annunciato che sarebbe apparso ogni lunedì nello show per offrire commenti.
Il 26 aprile 2018, Trump è stato intervistato telefonicamente su Fox & Friends per circa mezz’ora, discutendo vari argomenti di attualità.

## Personalità
Giorni Feriali
- Steve Doocy, conduttore; 1998-present
- Ainsley Earhardt, conduttrice; 2015-presente
- Brian Kilmeade, conduttore; 1998-presente
- Janice Dean, ospite/meteorologa; 2004–presente
- Jillian Mele, presentatrice di notizie; 2017-oggi

Weekend e festivi
- Jedediah Bila, ospite; 2019-presente
- Pete Hegseth, ospite; 2010-present
- Ed Henry, conduttore ricorrente; 2010-present
- Griff Jenkins, conduttore ricorrente; 2010-present
- Rick Reichmuth, meteorologo; 2006-oggi

Ex conduttori
- E. D. Hill, ospite nei giorni feriali dal 1998 al 2006, sostituito da Gretchen Carlson.
- Kiran Chetry, conduttore del fine settimana dal 2005 al 2007.
- Dave Briggs, conduttore del fine settimana fino al 2012.
- Gretchen Carlson, ospite nei giorni feriali dal 2006 al 2013, sostituito da Elisabeth Hasselbeck.
- Maria Molina, meteorologa dal 2010 al 2016
- Elisabeth Hasselbeck, ospite nei giorni feriali dal 2013 al 2015, sostituita da Ainsley Earhardt.
- Anna Kooiman, tra i conduttori del fine settimana dal 2012 al 2016, sostituita da Abby Huntsman.
- Tucker Carlson, uno dei conduttori del fine settimana dal 2012 al 2016, ha poi lasciato per condurre lo show “Tucker” in prima serata nei giorni feriali.
- Clayton Morris, conduttore del fine settimana dal 2008 al 2017
- Abby Huntsman, conduttore del fine settimana dal 2016 al 2018, sostituita da Jedediah Bila.